# Жмеринська загальноосвітня школа № 6
Жмеринська ЗОШ № 6 — середня загальноосвітня школа I–III ступенів в місті Жмеринці. Колишня 33-тя початкова залізнична школа.

## Історія

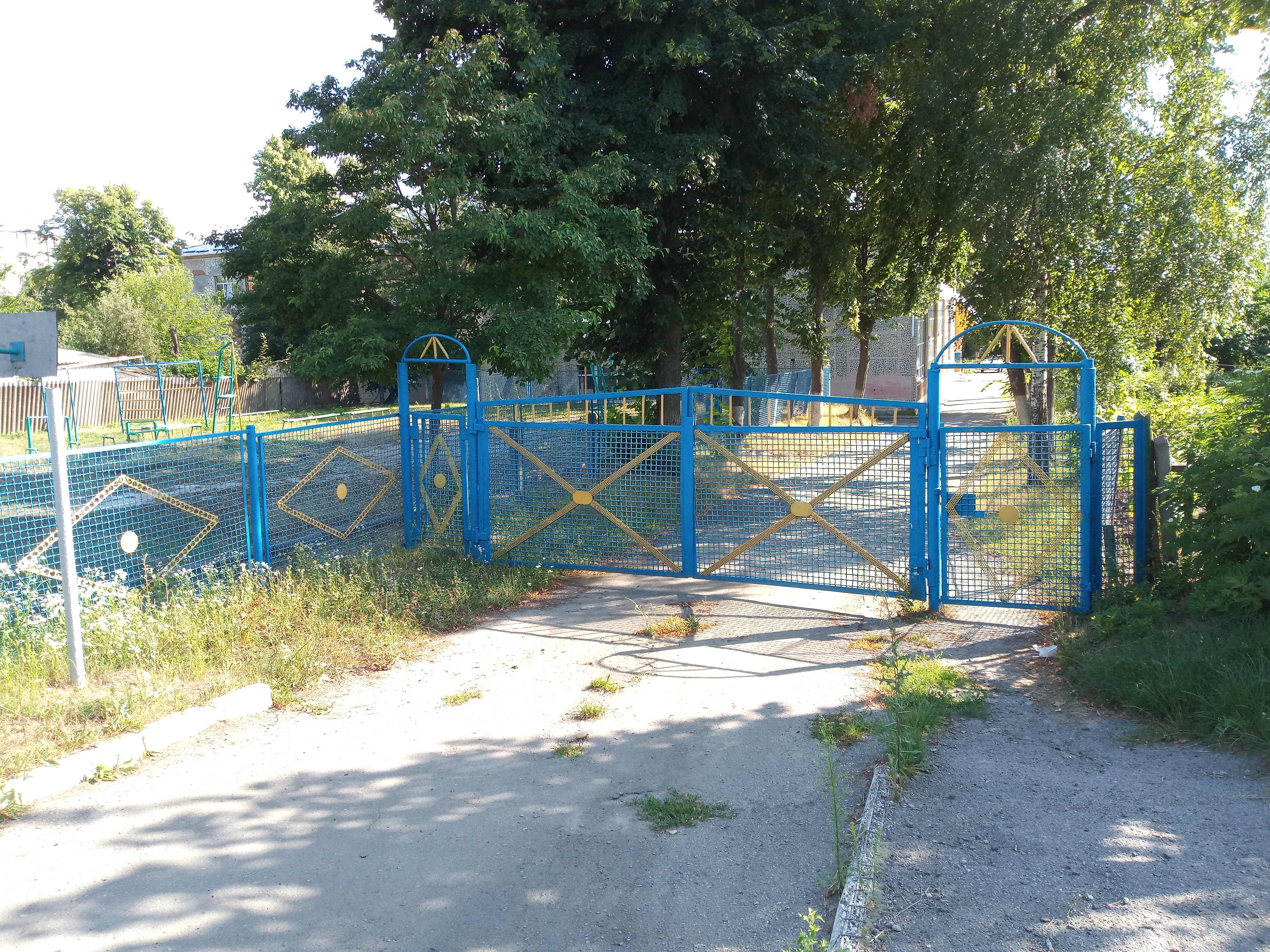
В'їзд на територію школи зі сторони вулиці Магістральної

Необхідність відкриття школи в західній частині міста була спричинена виникненням робітничого селища вагоноремонтного заводу. 1951 р. розпочала своє існування початкова залізнична школа № 33 ст. Жмеринка. Приміщення школи знаходилось у двох кілометрах від станції, по вул. Тартацькій, 49. Це була школа з російською мовою навчання. Першою завідувачкою школи була Ганна Арсентіївна Касянчук. У перший рік функціонування школи в ній працювало всього 5 учителів. В 1952 р. завідувачкою було призначено О. Й. Зоріну. Початкова школа № 33 існувала до 1957 р.
У 1957 р. початкова школа № 33 була реорганізована у семирічну і переведена у нове приміщення (нині — гуртжиток заводу «Експрес»). На посаду директора семирічної школи була призначена вчителька російської мови та літератури Н. Л. Баранова. На початок 1957—1958 навчального року у реорганізованій школі №33 навчалося приблизно 400 учнів у 11 класах. Педколектив складався з 17 осіб.
1 вересня 1976 року було урочисте відкриття нового приміщення школи № 6.
У свій час на базі школи успішно проводилися всесоюзні експерименти по навчанню дітей-шестирічок (В. Г. Могильна); навчання дітей із затримкою у розумово-психічному розвитку (Л. В. Лященко-Лебединська); вивчення курсу "Етика і психологія сімейного життя " (О. І. Адаєва). Матеріали з досвіду роботи педколективу з військово-патріотичного виховання експонувалися у Києві. У 2000—2003 роках у школі проводився експеримент по вивченню нововведеного курсу основи безпеки життєдіяльності дітей (З. Г. Гуменюк, Н. І. Найдьонова, П. Й. Довгань).

## Відомі випускники
- Леонід Полянський — герой Небесної сотні, учасник Революції гідності.[2]
- Джура-Соколовський Станіслав Анатолійович — старший сержант ОЗСП «Азов» Національної гвардії України, учасник російсько-української війни